# Carlo Rossi (attore teatrale)
Carlo Maria Rossi (Milano, 26 settembre 1955) è un attore e regista teatrale italiano.
Conosciuto tra i giovani degli anni novanta nella veste di Empirio, personaggio del programma Rai L'albero azzurro.

## Biografia
È tra i fondatori, insieme a Piero Lenardon e Valerio Bongiorno, della compagnia teatrale Filarmonica Clown nel 1980. La compagnia, che vede il teatro come gioco e rappresentazione di una visione attraverso la comicità e i suoi linguaggi, ha partecipato a festival e rassegne sia italiani che internazionali (Praga, Ginevra, Francoforte, Berlino, Innsbruck) e in diverse occasioni è stata premiata con prestigiosi riconoscimenti. Dal 1999 ha un rapporto stabile di produzione con il Teatro de "Gli Incamminati".
Il suo maestro è Boleslav Polivka, attore e autore moravo, sotto la cui guida recita in vari spettacoli tra i quali Chicago Snakes, Amleto avvisato mezzo salvato e Don Chisciotte, quest'ultimo ancora in repertorio dal 1989. Ha collaborato come attore con diversi attori, autori e registi italiani: tra questi vi sono Franco Branciaroli, Luca Doninelli, Letizia Quintavalla, Bruno Stori, Marcello Chiarenza, Claudio Longhi, Renato Sarti, Angelo Longoni, Gianpiero Pizzol, Bano Ferrari. È attore, autore e regista de La commedia è divina, che ha debuttato al "Teatro Libero" a Milano nel febbraio 2006, e in molte produzioni per ragazzi come Robinson & Venerdì, Puck storie di un folletto e Mastro Pinocchio.
In collaborazione con il musicista Cialdo Capelli produce nel 2007 Giufà, la scienza della scemenza, scritto e diretto da Marcello Chiarenza.
È apparso più volte in televisione: nello show Pista! su Rai 1, nella fiction Suor Jo, i gialli dell'anima diretta da Squizzato per Rai 3, e spicca soprattutto la sua conduzione nella trasmissione per bambini L'albero azzurro, che lo vede nel cast nel ruolo di Empirio dal 1995 al 2002 al fianco di Augusta Gori, prima, e di Barbara Eforo, poi, e del pupazzo Dodò, animato da Graziella Cadore e doppiato da Oreste Castagna. Al personaggio del fortunato programma, in onda inizialmente su Rai 2 e in seguito su Rai 1, Carlo Rossi si ispira per mettere in scena lo spettacolo per l'infanzia Empirio e Marco, con il musicista Marco Bigi. Sempre in questi anni, è con la collega de L'albero azzurro Augusta Gori al "Teatro Fraschini" di Pavia con Pierino e il Lupo. L'ultima partecipazione televisiva, in ordine cronologico, avviene nel 2008 su Rai YoYo.
Al cinema ha interpretato la parte del parroco in Solo cose belle, regia di Kristian Gianfreda (2019).